# Фінал кубка України з футболу 1995
Фіна́л Ку́бка Украї́ни з футбо́лу 1995 — 4-й фінал Кубка України з футболу. Пройшов 28 травня 1995 року у Києві на Республіканському стадіоні між донецьким «Шахтарем» і дніпропетровським «Дніпром».

## Шлях до фіналу
| Шахтар           | Шахтар         | Раунд      | Дніпро       | Дніпро         |
| ---------------- | -------------- | ---------- | ------------ | -------------- |
| Суперник         | Результат      |            | Суперник     | Результат      |
| «Система-Борекс» | 0-3 (в гостях) | 1-й раунд  | «Динамо-2»   | 3-1 (в гостях) |
| «Система-Борекс» | 2-1 (вдома)    | 1-й раунд  | «Динамо-2»   | 4-1 (вдома)    |
| «Ворскла»        | 0-1 (в гостях) | 2-й раунд  | «Металург» З | 1-3 (в гостях) |
| «Ворскла»        | 8-0 (вдома)    | 2-й раунд  | «Металург» З | 1-0 (вдома)    |
| «Нива» Т         | 1-1 (в гостях) | 1/4 фіналу | «Темп»       | 0-2 (в гостях) |
| «Нива» Т         | 2-0 (вдома)    | 1/4 фіналу | «Темп»       | 1-0 (вдома)    |
| «Чорноморець»    | 1-0 (вдома)    | Півфінал   | «Таврія»     | 1-1 (в гостях) |
| «Чорноморець»    | 2-1 (в гостях) | Півфінал   | «Таврія»     | 1-0 (вдома)    |

## Протокол матчу
| 28 травня 1995 р. +28 °C |

| «Шахтар» (Донецьк) | 1:1, дч  | «Дніпро» (Дніпропетровськ) |
| ------------------ | -------- | -------------------------- |
| Петров 77'         | протокол | Захаров 23'                |

| Київ, Республіканський стадіон Глядачів: 42 500 Арбітр: Віктор Дердо (Чорноморськ) |

|                                                               |     | Пенальті                                                             |  |
| Петров · Матвєєв · Кривенцов · Бабій · Орбу · Леонов · Коваль | 7:6 | Скрипник · Багмут · Дірявка · Полунін · Ковалець · Горілий · Фінкель |  |

| «Шахтар» | «Дніпро» |

| Шахтар:           |   |                       |      |      |
|                   |   |                       |      |      |
| ВР                | ? | Дмитро Шутков         | 67'  |      |
| ПЗ                | ? | Ігор Леонов           |      |      |
| ЗХ                | ? | Олександр Коваль      |      |      |
| ЗХ                | ? | Сергій Ященко (к)     |      |      |
| ЗХ                | ? | Сергій Попов          | 38'  |      |
| НЗ                | ? | Сергій Онопко         | 12'  |      |
| ЗХ                | ? | Геннадій Орбу         | 89'  |      |
| ЗХ                | ? | Олександр Мартюк      | 90'  | 100' |
| ПЗ                | ? | Сергій Ателькін       | 89'  |      |
| НП                | ? | Валерій Кривенцов     |      |      |
| НП                | ? | Олег Матвєєв          |      |      |
| Заміни:           |   |                       |      |      |
| ЗХ                | ? | Ігор Петров           | 38'  | 78'  |
| ПЗ                | ? | Олександр Воскобойник | 12'  |      |
| ПЗ                | ? | Олександр Бабій       | 100' |      |
| ПЗ                | ? | Сергій Ковальов       | 89'  |      |
| Тренер:           |   |                       |      |      |
| Володимир Сальков |   |                       |      |      |

| Дніпро:      |   |                    |      |     |
|              |   |                    |      |     |
| ВР           | ? | Микола Медін       | 120' |     |
| ЗХ           | ? | Дмитро Топчієв     | 67'  | 88' |
| ПЗ           | ? | Дмитро Яковенко    |      |     |
| ПЗ           | ? | Володимир Горілий  |      |     |
| ПЗ           | ? | Володимир Багмут   |      |     |
| НП           | ? | Андрій Полунін (к) |      |     |
| ЗХ           | ? | Олександр Захаров  | 23'  | 25' |
| ЗХ           | ? | Віктор Скрипник    |      |     |
| ПЗ           | ? | Олександр Паляниця | 97'  |     |
| НП           | ? | Сергій Ковалець    |      |     |
| ЗХ           | ? | Володимир Шаран    | 76'  |     |
| Заміни:      |   |                    |      |     |
| ЗХ           | ? | Святослав Сирота   | 120' |     |
| НП           | ? | Сергій Дірявка     | 88'  |     |
| НП           | ? | Андрій Юдін        | 25'  |     |
| НП           | ? | Борис Фінкель      | 97'  |     |
| НП           | ? | Валентин Москвін   | 76'  |     |
| Тренер:      |   |                    |      |     |
| Бернд Штанге |   |                    |      |     |

| Особи - Асиситенти арбітра: - Сергій Шебек (Київ) - Ігор Горожанкін (Кіровоград) - Четвертий рефері: Олександр Тютюн (Фастів) | Правила матчу - Гра триває 90 хвилин. - 30 хвилин додаткового часу за необхідності. - Післяматчеві пенальті, якщо рахунок не змінився. - Сім гравців у запасі. - Максимум 3 заміни. |

| Володар Кубка України 1994/95 |
| ----------------------------- |
| «Шахтар» (Донецьк) Вперше     |